# نانی (فیلم ۱۹۶۵)
«نانی» (انگلیسی: The Nanny) یک فیلم به کارگردانی Seth Holt است که در سال ۱۹۶۵ منتشر شد. از بازیگران آن می‌توان به بت دیویس، پاملا فرانکلین، و آلفرد برک اشاره کرد.